# Velasco Glacier
Velasco Glacier är en glaciär i Antarktis. Den ligger i Västantarktis. Inget land gör anspråk på området. Velasco Glacier ligger 163 meter över havet.
Terrängen runt Velasco Glacier är lite kuperad, och sluttar brant västerut. Trakten är obefolkad. Det finns inga samhällen i närheten.